# Ansitz Moos-Schulthaus

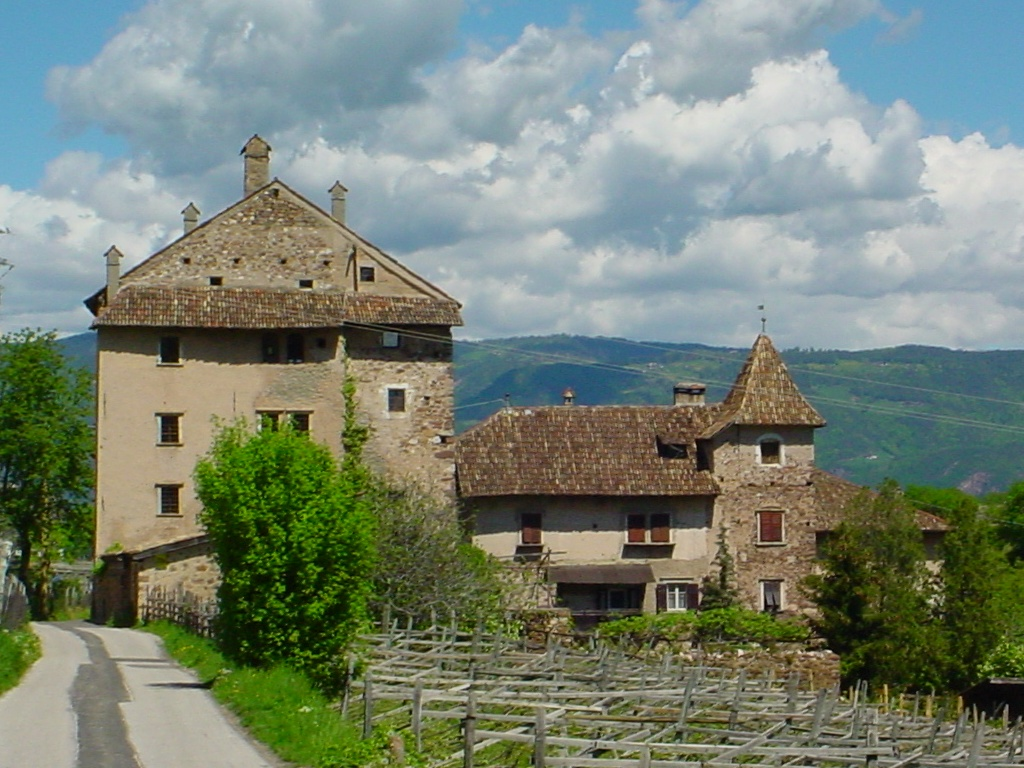
Ansitz Moos-Schulthaus

Der Ansitz Moos-Schulthaus, gelegentlich Schloss genannt, befindet sich in der Fraktion Berg der Gemeinde Eppan im Überetsch in Südtirol. Er ist heute als Museum für mittelalterliche Wohnkultur zu besichtigen.

## Geschichte

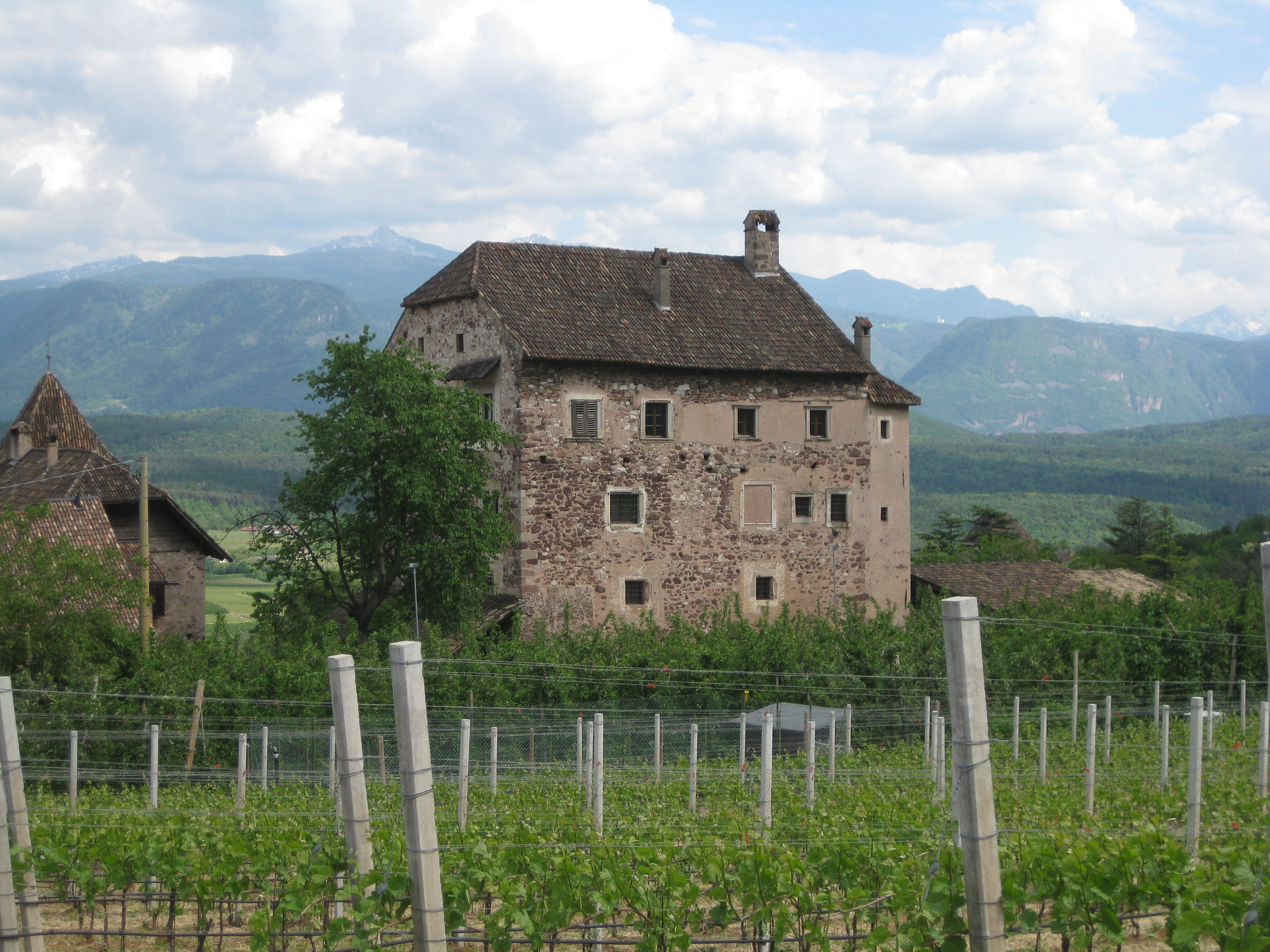
Seitenansicht

Das Gebäude war ursprünglich ein rechteckiger Wehrturm und wurde vor 1365 im Eppaner Ortsteil Moos (bereits 1328 als „in plebe Epiani in loco ubi dicitur Mos“ urkundlich bezeugt) errichtet. Heinrich III. von Rottenburg erweiterte den Turm zu einem Ansitz, dessen Grundriss L-förmig war. Nachdem die Seitenlinie der Firmian von Moos mit Georg von Firmian zu Moos und Hocheppan 1492 erlosch, erbte den Ansitz sein Schwiegersohn Jakob von Spaur. Um 1550 errichtete die Familie von Spaur einen weiteren Anbau, so dass der Grundriss quadratisch ausgestaltet wurde. Das Gebäude wurde dabei um ein weiteres Stockwerk ergänzt. Anfang des 17. Jahrhunderts verkaufte Christoph Tanner von Tann Moos an die Brüder Leonhard und David von Lanser, welche 1608 mit dem Prädikat "Lanser von Moos" der Adel bestätigt wurde. Salome Lanser von Moos brachte den Ansitz in der ersten Hälfte des 17. Jahrhunderts ihrem Ehemann Hans Caspar von Schulthaus zu, seither danach "Moos-Schulthaus" genannt. Der Tiroler Landesfürst Erzherzog Ferdinand Karl von Österreich-Tirol bestätigte den Schulthaus von Moos den Adelstand und genehmigte am 26. September 1653 in Innsbruck eine Wappenmehrung mit der erloschenen Familie von Moos. Die letzte bauliche Veränderung erfolgte um 1650, als ein Abort im Obergeschoss eingebaut und die Dachkonstruktion verändert wurden. Ignaz Benedikt von Schulthaus musste das Gut aus finanziellen Gründen Mitte des 19. Jahrhunderts verkaufen. Moos-Schulthaus wurde 1958 vom Bozener Kaufmann und Politiker Walther Amonn erworben und restauriert. Dabei entdeckte man übertünchte Seccogemälde, die in der Folge freigelegt wurden. Eigentümerin ist die „Stiftung Walther Amonn“, die im Jahr 1982 gegründet wurde und neben dem Museum Schloss Moos-Schulthaus auch die Rosengartenkapelle und andere in ihrem Besitz stehende Immobilien verwaltet. 1951 erfolgte die Unterschutzstellung und 1988 eine Restaurierung.  

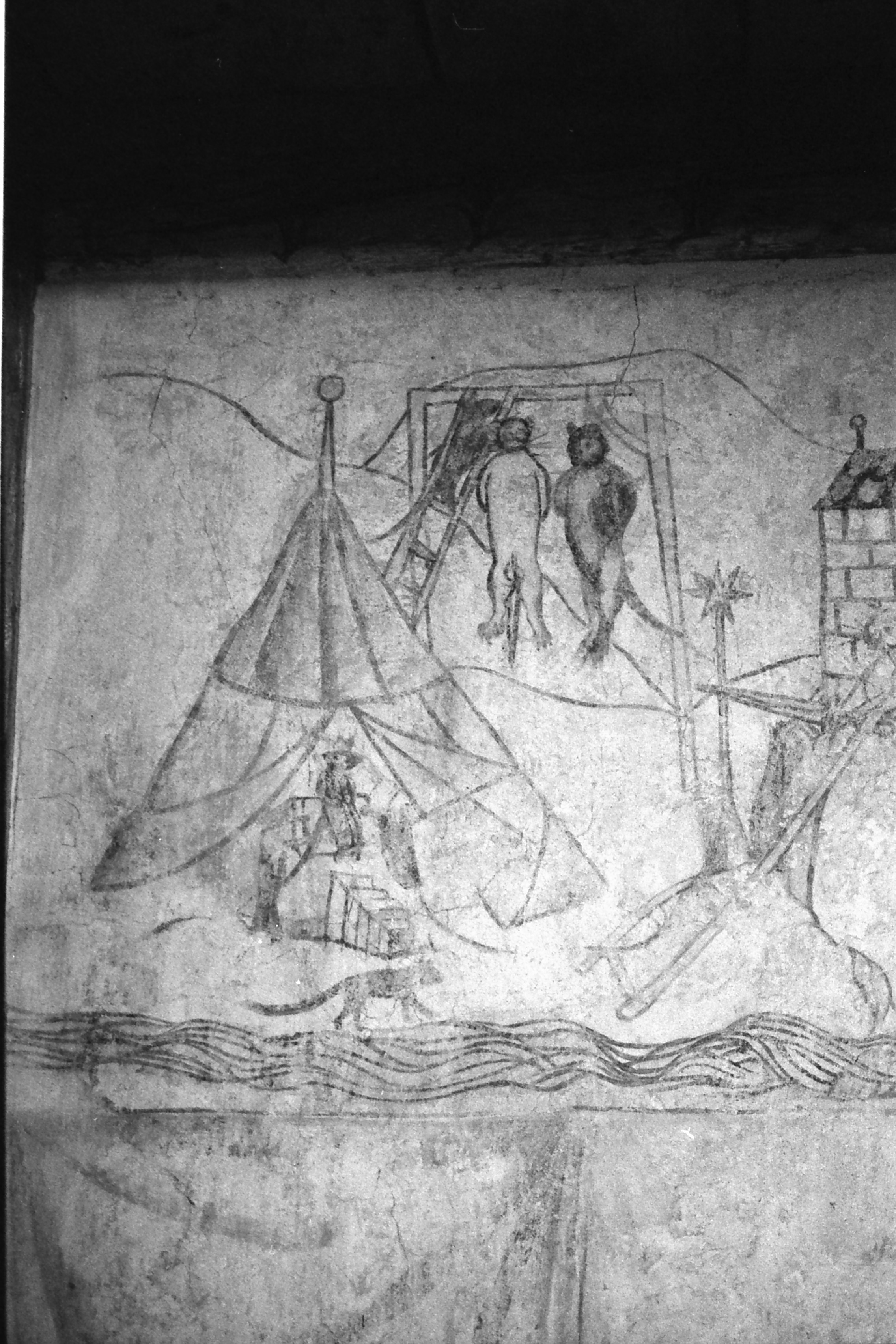
Wandmalerei im Jagdzimmer mit dem Motiv des Katzen-Mäuse-Kriegs

## Interieur
In der Eingangshalle befinden sich Rankenmotive, die wohl zwischen 1450 und 1500 entstanden sind. Im angrenzenden Jagdzimmer finden sich Motive, die wohl von verschiedenen Wandermalern um 1400 ausgeführt wurden. Die Darstellung des „Katzen-Mäuse-Kriegs“ (auch Katzenmäuseler genannt), bei dem die Mäuse die Katzen erfolgreich bekriegen, geht auf eine ägyptische Sage zurück. Das Motiv wurde im gesamten Alpenraum nur noch in Pürgg in der Steiermark gemalt. Außerdem finden sich Jagdszenen, bei der insbesondere die Jagdhunde sehr lebendig gestaltet wurden. Des Weiteren ist ein Baum zu sehen, dessen Früchte Phallussymbole sind, die von Frauen gesammelt und in Körbe gegeben werden.
Der angrenzende Raum ist ein Schlafzimmer mit Möbeln aus dem 17. Jahrhundert. Hier werden auch Stücke aus der Volkskunst ausgestellt. Eine intakte mittelalterliche Küche mit Gebrauchsgegenständen ist ebenfalls zu besichtigen.

## St. Katharinenkapelle

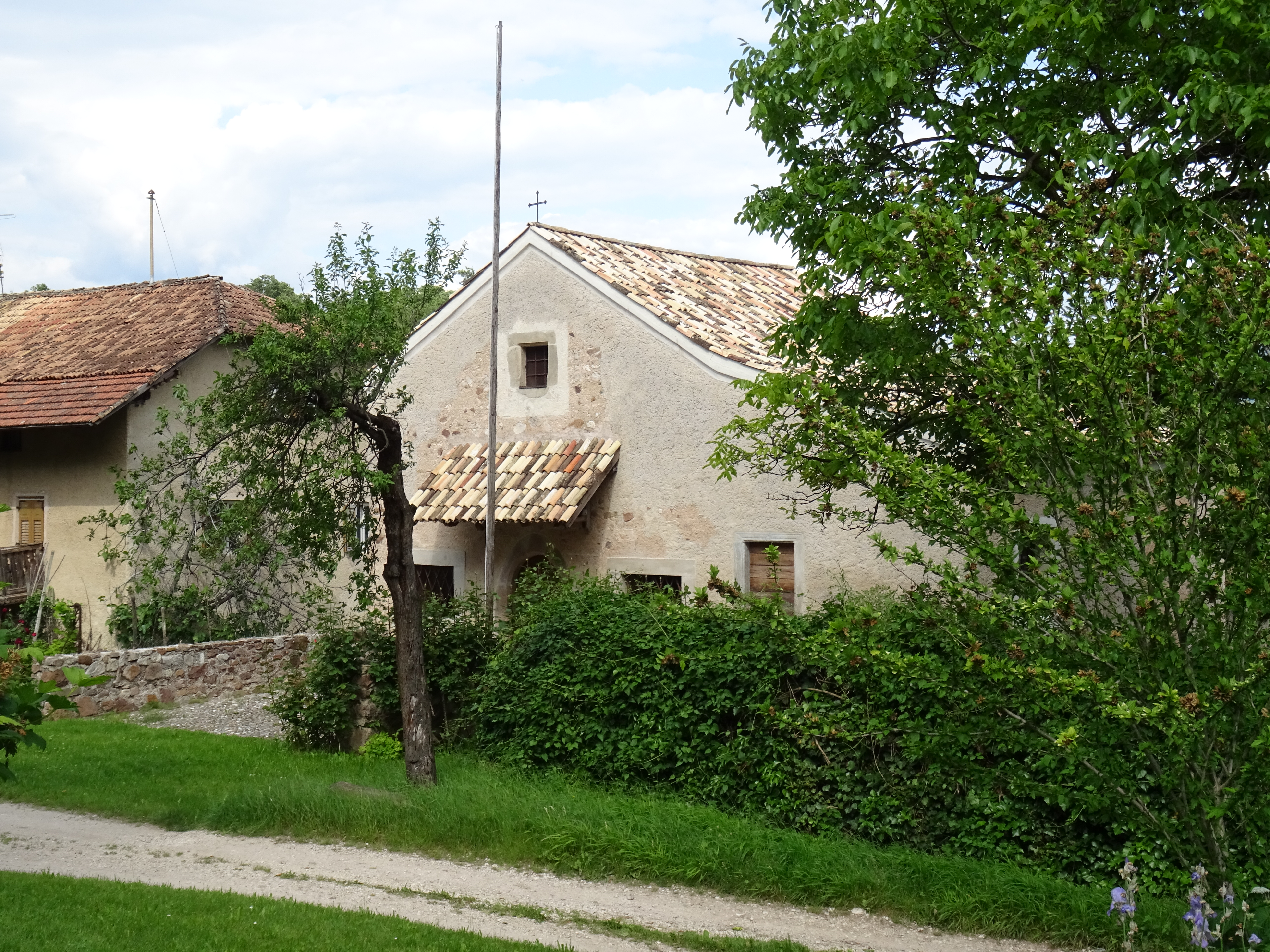
St. Katharinenkapelle

Der im Kern romanische Rechteckbau mit halbrunder Apsis könnte sich schon dort befunden haben, als Heinrich III. von Rottenburg den Ansitz erweiterte. Wohl im Laufe des 17. Jahrhunderts stiftete Salome von Lanser den Umbau als Pestkapelle. Im Kapelleninneren befand sich früher ein Sakramentenhaus, das später im Widum von St. Pauls aufbewahrt wurde. In den 1880er Jahren erfolgte die Profanierung und Umwandlung in ein Wohnhaus.